# Iperius Backup
Iperius Backup es un programa de copia de seguridad para sistemas Windows. Desarrollado por Enter srl, una compañía de software italiana, fue lanzado en la primera edición en enero de 2013. Iperius Backup permite hacer imágenes de disco y clonar discos duros, permite hacer copia de seguridad automática de máquinas virtuales VMware ESXi, vCenter y ESXi Free, maquinas virtuales Hyper-V, servidores Microsoft Exchange, bases de datos, archivos y carpetas en diferentes dispositivos: discos duros externos USB, unidades RDX y NAS, unidades de cinta LTO / DAT, computadoras en red, servidores remotos a través de FTP, S3 y servicios de almacenamiento en la nube. Iperius Backup puede hacer la copia de seguridad de base de datos  SQL Server, Oracle, PostgreSQL, MySQL.
Iperius Backup es un software de copia de seguridad y una utilidad de sincronización compatible con todas las plataformas Windows. El software es publicado en varias ediciones: hay una versión gratuita con funciones limitadas, seguido de licencias comerciales: Home Premium, Essential, Advanced y Full.

## Características Generales
Las principales funciones de Iperius Backup:

### Imagen de disco
Iperius Backup es un software de clonación de disco que puede crear copias de seguridad de imágenes de disco en archivos VHD y VHDX. Las copias de seguridad de imágenes se pueden crear en dos modos: utilizando el motor patentado de Iperius, que crea un archivo de imagen que se puede iniciar inmediatamente como una máquina virtual en Hyper-V (este modo de copia de seguridad también se puede llamar "P2V", ya que se puede utilizar para virtualizar máquinas físicas), o usar el motor de Windows Image Backup (wbadmin). Iperius Backup es compatible con la copia de seguridad de imágenes de disco de Windows (nivel de bloque). La imagen de disco creada por Iperius Backup se puede usar para restaurar el sistema incluso en un hardware diferente (restauración independiente del hardware). También es posible restaurar archivos y carpetas individuales.

### Copia de seguridad de VMware ESXi / vCenter / ESXi Free
Iperius Backup es un software de copia de seguridad de máquinas virtuales. Puede crear copias de seguridad completas, incrementales y diferenciales (CBT / VDDK) de máquinas virtuales ESXi y ESXi Free. La copia de seguridad no necesita agentes y el destino de las copias de seguridad de VM puede ser unidades de cinta LTO, dispositivos NAS, servicios de almacenamiento en la nube como S3 o Google Drive, servidores FTP y cualquier dispositivo de almacenamiento masivo..

### Copia de seguridad de Hyper-V
Iperius Backup es un software de respaldo Hyper-V. Puede crear copias de seguridad en caliente de máquinas virtuales que se ejecutan en el servidor local o en otros servidores accesibles por la red. La copia de seguridad no necesita agentes y el destino de las copias de seguridad de VM puede ser unidades de cinta LTO, dispositivos NAS, servicios de almacenamiento en la nube como S3 o Google Drive, servidores FTP y cualquier dispositivo de almacenamiento masivo.

### Copia de seguridad en disco/red
Iperius puede copiar archivos y carpetas en dispositivos de almacenamiento en masa, como NAS, unidades RDX, discos duros externos USB y ordenadores en red. Incluye la compresión zip, el cifrado AES 256 bit, la sincronización y puede mantener múltiples copias de seguridad incrementales.

### Copia de seguridad FTP
Iperius Backup puede enviar los archivos en servidores remotos a través del protocolo FTP, incluido el protocolo seguro FTPS. Los archivos de copia de seguridad pueden ser comprimidos (ZIP) y / o cifrados (AES 256 bit). Con la copia de seguridad FTP también es posible subir sitios web completos y hacer transferencias también con limitación de ancho de banda.

### Copia de seguridad de SQL Server
Iperius Backup permite realizar copias de seguridad de bases de datos  SQL Server en las versiones 2000, 2005, 2008 y 2012. Iperius puede proteger un número ilimitado de servidores y de base de datos locales y remotas, y puede realizar la restauración mediante la creación de una nueva base de datos.

### Copia de seguridad de Oracle
Iperius Backup permite la copia de seguridad en caliente Oracle 9i, 10g y 11g, desde cualquier sistema operativo Windows, y soporta la edición gratuita Oracle Express Edition (Oracle XE). Iperius puede proteger cualquier base de datos Oracle, con la copia de seguridad a través de RMAN o a través la  VSS (snapshot).

### Copia de seguridad en la Nube
Iperius Backup permite utilizar los servicios de almacenamiento en la nube libre (o pagados) ofrecido
de los proveedores como Google o Microsoft. Iperius Backup permite hacer copia de seguridad remotas de archivos en
Google Drive, Google Cloud Storage, Dropbox, OneDrive, S3 y Azure, con la compresión automática y el cifrado AES.

### Copia de seguridad en cinta
Iperius Backup es compatible con todas las unidades de cinta, y puede copiar archivos en dispositivos DAT
], DLT, SDLT, LTO 1/2/3/4 - LTO LTO 5 y 6. Soporta la compresión de datos y el cifrado y es capaz de hacer copias de seguridad a múltiples unidades de cinta al mismo tiempo.

### Sincronización de archivos
Se puede hacer la Sync de archivos y carpetas en discos duros externos
o dispositivos de red (como NAS). Puede copiar archivos y carpetas a un número ilimitadode destinos, mantener copias reflejadas y borrar los archivos viejos.

### Compresión Zip
Iperius incluye la compresión y el cifrado AES. Puede crear archivos compatible con ZIP,
permite de proteger el archivos comprimidos con una contraseña o sincronizar el contenido del archivo zip. Iperius Backup es capaz de crear archivos  ZIP sin límite de tamaño y es totalmente compatible con Unicode y rutas largas.

### Notificaciones por correo electrónico
Iperius puede enviar correo electrónico con un informe detallado a la fin la copia de seguridad, por mantener el usuario informado sobre el resultado de la copia de seguridad. Se pueden también establecer diferentes destinatarios y diferentes condiciones de envío (por ejemplo, enviar el correo electrónico de acuerdo con el resultado de la copia de seguridad).

## Otras características clave
- Imagen de unidad, clonación de disco (P2V) y recuperación ante desastres (la creación de la unidad de recuperación está disponible)
- Copia de seguridad y sincronización a NAS, FTP, SFTP, Amazon S3, Google Drive, Google Cloud Storage, Dropbox, OneDrive, Azure
- Copia de seguridad y restauración de máquinas virtuales VMware ESXi (incluidos vCenter, ESXi Cluster y ESXi Free)
- Copia de seguridad y restauración de máquinas virtuales Hyper-V
- Copia de seguridad y restauración de Microsoft Exchange Server (exportación a PST) y Exchange Online (Office 365)
- Instalación como un servicio de Windows
- Compatible con todas las ediciones de Windows, incluidas Windows 10, Windows Server 2012, Server 2016, Server 2019
- Copias de seguridad ilimitadas, orígenes y destinos ilimitados
- La ejecución paralela de varias copias de seguridad
- Copia de seguridad de los archivos abiertos con VSS
- Ejecución de scripts externos y / o programas, antes y después de la copia de seguridad
- Variables especiales para personalizar los caminos y los ajustes
- Vinculación de varios trabajos de copia de seguridad
- Autenticación automática para acceder a las carpetas compartidas en la red
- Cifrado de datos con un alto nivel de seguridad ( AES 256-bit)
- Filtros de exclusión e inclusión para elementos y extensiones de archivos
- Planificación para realizar copias de seguridad automáticas
- Apagado automático del ordenador
- Portable

## Requisitos de hardware y software

### Hardware mínimo
- Procesador Intel Pentium
- 1024 MB de RAM
- 100 MB de espacio libre en el disco

### Sistemas operativos compatibles
XP, Windows 7, Server 2008/R2, Windows Server 2012, Windows 8, Windows 10, Server 2016, Server 2019